# コンテンツ文化研究会
コンテンツ文化研究会（コンテンツぶんかけんきゅうかい）とは日本の市民団体である。表現の自由に関する問題を中心に扱う。法人格を持たない任意団体である。代表は杉野直也。

## 沿革
2008年11月に正式発足。創作物の規制/単純所持規制に反対する請願署名市民有志に参加したメンバーの一部により組織された。 毎日新聞の報道によれば、ゲームのデザイナーやシナリオライターで作られているとしている。

## 主な活動
表現規制に反対する立場から児童買春、児童ポルノに係る行為等の処罰及び児童の保護等に関する法律の改正問題や、東京都青少年の健全な育成に関する条例改正問題などに関して勉強会やイベントの開催や政治家へのロビー活動などを行なっている。
2009年7月7日、「創」2009年8月号に杉野が『「レイプレイ」事件で進むゲーム規制の動き』という記事を寄稿した。
2009年11月19日には、民主党所属の都議会議員（以下「都議」と表記）である西沢圭太、淺野克彦両名の立ち会いの下、一般社団法人連絡網AMIと共同で東京都青少年・治安対策本部青少年課に対し、東京都青少年健全育成条例改正に際して過剰な規制を行わないよう要望書を提出した。
2010年2月18日には、自由民主党の衆議院議員城内実の国会事務所で児童ポルノ法改正案について説明を行った。
2010年2月24日には、衆議院第二議員会館で『児童ポルノ禁止法の慎重な改正論議を求める院内集会』を開催した。なお、この院内集会では田島泰彦、森川嘉一郎、杉浦ひとみが登壇した。
2010年3月7日には、中野区内で都議の西沢と吉田康一郎を招き、東京都青少年の健全な育成に関する条例の改正問題に関する集会を開催した。
2010年3月15日には、都議会民主党の総務部会にGoogle・DeNA両社の担当者や藤川大祐らと共に招聘され、意見陳述を行った。また藤本由香里、里中満智子、永井豪、ちばてつや、竹宮惠子、呉智英、宮台真司、森川嘉一郎らが参加した『東京都による青少年健全育成条例改正案と『非実在青少年』規制を考える。』集会にて協力を行った。
2010年4月23日に民主党の都議である松下玲子と協力し、武蔵野公会堂で東京都青少年健全育成条例改正問題についての報告会を行った。なお、この報告会には山口貴士がゲストとして参加した。
2010年4月29日には杉野が東京ビッグサイトにて開催された同人誌即売会COMIC1の終了後に行われたトークショーに、山口、全国同人誌即売会連絡会の坂田文彦と共に招かれ意見を述べた。
2010年5月17日に豊島公会堂で開催されたシンポジウム、『どうする!? どうなる?都条例――非実在青少年とケータイ規制を考える』に協力。この集会では山口、藤本、田島、宮台、竹宮、山本直樹、河合幹雄、日本書籍出版協会の西谷隆行、出版労連副委員長の前田能成、全国同人誌即売会連絡会の中村公彦、EMA (モバイルコンテンツ審査運用監視機構)の岸原孝昌、民主党都議会議員の西沢、吉田、松下、栗下善行、鈴木勝博、同党参議院議員の谷岡郁子らが意見を述べた。
2010年5月23日には、杉並区内で開催された自治市民'93主催の「よくわかる"青少年健全育成"入門」に参与の吉田武史が講師として招かれ、講演を行った。
2010年5月30日に、千代田区民主党支部主催の「5月30日開催！都条例改正問題最前線！！」にて協力を行った。秋葉原駅での街頭演説会には、主催の栗下に加えて淺野、西沢、吉田の各都議と千代田区区議会議員の小林たかやが参加した。その後千代田区立内幸町ホールにて開催された「議員、有識者が激論！青少年健全育成条例改正問題最前線！」には、国会議員の立場から民主党の衆院議員である海江田万里と山花郁夫、同党の参院議員である小川敏夫と蓮舫が、有識者の立場からは山口、翻訳家の兼光ダニエル真らが意見を述べた。また伊藤正樹、松下、淺野、西沢、栗下の各都議らがパネルディスカッションを行った。他にも、里中、民主党衆院議員の高橋昭一、宮崎岳志と同党参院議員の松浦大悟が意見を寄せた。
2010年11月13日には、文京シビックホールにて、『実在青少年問題を考える－私達に何ができるのか？－』を開催した。この集会では、社会福祉法人カリヨン子どもセンター評議員の角南和子弁護士が実際の被害児童の保護やシェルターについて意見を述べた。また、この集会には民主党参議院議員の松浦大悟から意見が寄せられた。
2010年11月24日には、都議会民主党の大沢昇幹事長、酒井大史政調会長、日本共産党東京都議会議員団、無所属の福士敬子都議会議員に東京都青少年健全育成条例改正案に対する意見書を提出した。
2010年12月6日には、中野ZEROホールにて、「『非実在青少年規制』改メ『非実在犯罪規制』へ、都条例改正案の問題点は払拭されたのか？」の開催協力を行い、カンパ箱を用意し、カンパを募った。この集会は、藤本、山口の二人が主催し、河合幹雄、日本マンガ学会会長の呉智英、元週刊プレイボーイ編集長の鈴木力、漫画家のとりみき、樹崎聖、作家の山本弘、水戸 泉、翻訳家の兼光ダニエル真、日本書籍出版協会の西谷隆行、衆議院議員の城内実、宮崎岳志、民主党都議会議員の浅野克彦、吉田康一郎、共産党都議会議員の吉田信夫、前衆議院議員の保坂展人が参加し、意見を述べた。さらに、海江田万里経済財政担当大臣、民主党衆議院議員の高橋昭一、同党参議院議員の谷岡郁子、有田芳生がこの集会に対し意見を寄せた。また、この集会は、ニコニコ生放送にて中継された。なおこの集会で述べた漫画家のとりみきの主張が、『創』2011年5･6月合併号に掲載されている。
2010年12月12日には、ニコニコ生放送にて、「2010年12月都条例を考える有志の会」主催の討論番組「採決直前！都青少年育成条例改正案・最後の主張」。の中継に協力した。この生放送には、民主党参議院議員の有田芳生 、同党都議会議員の浅野克彦 、漫画家の環望、同じく漫画家のあさりよしとお、官能小説家の開田あや、翻訳家の兼光ダニエル真、フリーランス記者の長岡義幸 、進行役としてジャーナリストの昼間たかしが参加した。
2011年1月31日に、毎日新聞の記事、『都青少年健全育成条例改正：性描写規制、「つぶやき」うねりに　角川書店社長に聞く』に、代表杉野のコメントが掲載された。
2011年7月5日に開かれた、民主党児童ポルノ禁止法検討ワーキングチームで、児童ポルノ禁止法改正の議論に関係する資料をワーキングチーム座長辻恵衆議院議員から、関係省庁に要望し、提出させる事が決定した。その際、ツイッター上で、ワーキングチームより、省庁に提出させる資料の要望について、意見募集が行われ、そのとりまとめを行った。
2011年7月15日に、民主党陳情要請対応本部副本部長大河原雅子参議院議員に、児童ポルノ禁止法改正の際には、実在の児童の人権保護と表現の自由へ配慮した議論を行うよう要望書を提出した。
2011年8月25日に、参議院議員会館にて「児童ポルノ禁止法改正を考える院内集会 」を開催した。田島泰彦上智大学文学部新聞学科教授、坪井節子弁護士・カリヨン子どもセンター理事長、立石聡明日本インターネットプロバイダー協会副会長の三名が登壇した。また、当日は民主党衆議院議員の高井美穂、本多平直、宮崎岳志、日本共産党参議院議員の井上哲士、民主党中野区議会議員の森隆之が来場し、意見を述べた。同集会は、みんなの党参議院議員の川田龍平の協力により開催された事が主催者より述べられている。
2011年12月29日、コミックマーケット81にて、コミックマーケット準備会が発行した冊子『COMIKET PRESS 35 「特集 どうする・どうなる？東京都青少年条例」』に、代表の杉野が「同人誌・商業誌の世界に影響を与えうる法令・行政の動き」という記事を寄稿した。
2012年5月18日、日比谷図書文化会館にて、公開シンポジウム「日本と諸外国における創作表現の規制の現状と課題」を行った。アメリカ合衆国の団体であるCBLDFエクゼクティブディレクターのチャールズ・ブラウンスタイン、The Otaku Encyclopedia著者のPatrick W. Galbraith、 台湾アニメ情報誌FRONTIER編集長の林君和、東京大学大学院学際情報学府博士課程のRujirat Vinitphol、明治大学国際日本学部准教授の森川嘉一郎、藤本由香里 弁護士の山口貴士が講演を行った。後に、Rujirat Vinitpholが、当日使用した資料の中に一枚実際に検閲されたものでは無い画像を使用していた事が判明、コンテンツ文化研究会もそれを認めて、HPにて経緯の説明と謝罪を行った。
2013年2月20日、参議院議員会館講堂にて、元検察官の落合洋司を講師に招いて、『「児童ポルノ禁止法に関する院内勉強会「サイバー犯罪と刑事捜査を考える ～児童ポルノ単純所持規制の論点～ 」』を共催した。
2013年4月に河出書房新社より発売された「踊ってはいけない国で、踊り続けるために」に杉野が記事を寄稿した。
2013年6月13日、衆議院議員会館にて、名古屋大学大学院法学研究科教授の大屋雄裕、森川嘉一郎を講師に招き、児童ポルノ禁止法・院内勉強会を開催した。また、全米反検閲連盟director of programsの、Ms.Svetlana Mintchevaよりビデオメッセージが送られた。
2013年7月15日に開催されたコミックマーケット第三回拡大準備集会にて、参加者から表現規制反対への対応について問われたところ
準備会側より「うぐいすリボン、コンテンツ文化研究会、赤松健さんらとも協力してやっていきたい」との返答があったとされる。
2013年8月13日、文京シビックセンタースカイホールにて、全米反検閲連盟・事業担当役員のスヴェトラーナ・ミンチェバ、米国コミック弁護財団・事務局長チャールズ・ブラウンシュタインを講師に招いて、「マンガ文化の自由を考える国際シンポジウム 」という講演会と、香港中文大学社会学科講師のチョウ・イクマンを招き 「香港における創作表現を取り巻く現状　―著作権問題と審査制度などから―」という講演会をうぐいすリボンと共催した。これらの集会には自民党参議院議員の岩井茂樹からコメントが寄せられた。
2014年11月19日、豊島区立舞台芸術交流センターで『国際会議Manga Futures報告会 ～オーストラリアから考える表現規制』を開催した。国際会議Manga Futuresに出席した日本映画大学准教授の中川譲や永山薫、テンプル大学日本キャンパス准教授のPatrick W. Galbraith、藤本由香里と山口貴士が会議の内容や経緯を報告した。
2015年4月26日、コンテンツ文化研究会のメンバーの1人である荻野稔(後に退会)が、第18回統一地方選挙の大田区議会議員選挙（定数50）に維新の党から立候補。3,653票を得て30位で当選した。表現規制反対運動団体から議員が出たのはこれが初である。
2017年2月20日、コンテンツ文化研究会のメンバーの1人である小泉しゅうすけが、寒川町議会議員選挙（定数18）で初当選。同会2人目の地方議員となった。
2018年4月18日、マンガやアニメの違法アップロードを行う「海賊版サイト」に対し、政府が接続事業者にサイト遮断（ブロッキング）を実質的に要請する決定をしたことを受けて、緊急シンポジウム『これからのネットづくりと海賊サイトへのブロッキング要請を考える』を開催した。共催は日本インターネットプロバイダー協会、MIAU、うぐいすリボン。